# Genterovci
Genterovci (madžarsko Göntérháza) so naselje v Občini Lendava. V kraju avtohtono živijo pripadniki madžarske narodne skupnosti in je poleg slovenščine uradni jezik tudi madžarščina.